# 脛足根骨

鳥の骨格。図中 10. が脛足根骨

脛足根骨（けいそくこんこつ・けいそっこんこつ、tibiotarsus）は鳥類と一部の恐竜類に見られる後肢を構成する長骨。脛骨 (tibia) と足根骨 (tarsus) の癒合によって形成され、名称も両骨の名前に由来する。足根骨の別名として跗骨（ふこつ）があり、脛骨と合わせて脛跗骨（けいふこつ）とも呼ばれる。近位では大腿骨と関節し、遠位では足根中足骨と関節する。癒合後の骨体のほとんどは脛骨が占めており、単に脛骨として言及されることもある。

## 構成

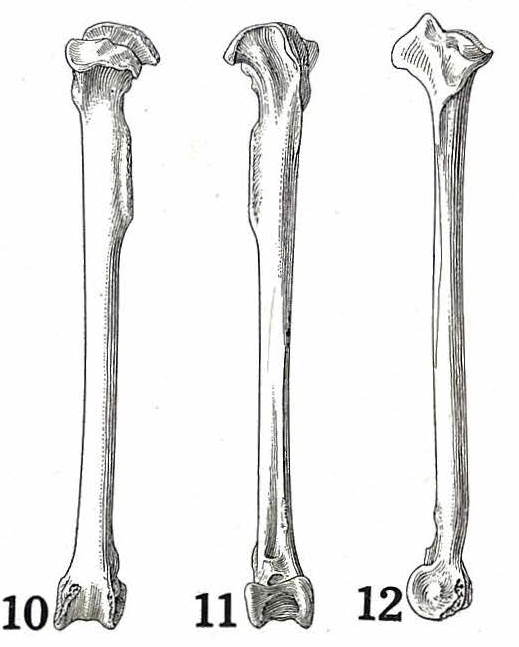
カラス科 Corvus pumilis の右脛足根骨。10.後面：骨体上部右にあるのが腓骨稜。11.前面：下端近く伸筋溝を一部覆うのが腱上橋。12.内側面：上端左に突出するのが前脛稜。

現生鳥類の脛足根骨は、脛骨と近位の足根骨である距骨と踵骨が癒合して形成される。すなわち脛足根骨の遠位端にある2つの隆起、内側顆 (condylus medialis) と外側顆 (condylus lateralis) は距骨と踵骨が癒合した部分である。よって、これと足根中足骨の近位端（こちらは中足骨にかつての遠位足根骨が癒合した部分）間の関節は、獣脚類の祖先が獲得した蝶番状の中足根骨関節 (mesotarsal joint) である。
遠位端前面には長趾伸筋 (M. extensor digitorum longus) の腱が通る溝である伸筋溝 (sulcus extensorius) が長軸方向に走る。内側顆・外側顆近くで伸筋溝の上を腱上橋 (pons supratendineus) と呼ばれる骨の架橋部が覆い、腱はその橋の下をくぐるようになっており、この特徴的な腱上橋の存在により骨端だけが発見されても脛足根骨遠位端であることが容易にわかる。外側に腓骨稜 (crista fibularis) があり、そこに細く短くなった腓骨が並ぶ。近位端前面には、前脛稜 (crista cnemialis cranialis) と呼ばれる突起があり、下肢伸筋の付着点となっている。

## 進化
「逆関節」と形容される鳥類の脚部は後ろ向きに偽膝と呼ばれる関節がとび出しているが、偽膝はもちろん真の膝関節ではなく、実際にはヒトのくるぶしに相当する下腿部と足部の間の関節である。
ヒトのくるぶしをはじめ哺乳類のこの部分の関節は下肢と足根骨の間に関節面が位置し、足根骨は全て足部側要素である。それに対し爬虫類の場合は、足根骨の一部が下肢側の要素となり、足根骨間に関節面をもつ傾向がある。爬虫類の足首を継承した鳥類でもそれは同様で、近位足根骨である距骨と踵骨は下肢の脛骨と癒合し、足部側の遠位足根骨との間に中足根骨関節と呼ばれる1軸性の関節を発達させた。中足根骨関節は、鳥類の祖先の獣脚類が獲得した鳥類と彼らとの共有派生形質である。